# (N-acetilneuraminil)-galaktozilglukozilkeramid N-acetilgalaktozaminiltransferaza
(N-acetilneuraminil)-galaktozilglukozilkeramid -acetilgalaktozaminiltransferaza (EC 2.4.1.92, uridin difosfoacetilgalaktozamin-gangliozid GM3 acetilgalaktozaminiltransferaza, gangliozid GM2 sintaza, gangliozid GM3 acetilgalaktozaminiltransferaza, GM2 sintaza, UDP acetilgalaktozamin-(N-acetilneuraminil)--galaktozil--glukozilkeramid acetilgalaktozaminiltransferaza, UDP-N-acetil-D-galaktozamin:1-O-(O-(-acetil-alfa-neuraminil)-(2->3)-O-beta--galaktopiranozil-(1->4)-beta--glukopiranozil)-keramid 1,4-beta-N-acetil--galaktozaminiltransferaza acetilgalaktozaminiltransferaza, UDP-N-acetilgalaktozamin GM3 N-acetilgalaktozaminiltransferaza, uridin difosfoacetilgalaktozamin-acetilneuraminilgalaktozilglukozilkeramid acetilgalaktozaminiltransferaza, uridin difosfoacetilgalaktozamin-hematozid acetilgalaktozaminiltransferaza, GM2/GD2-sintaza, beta-1,4N-aetilgalaktozaminiltransferaza, asialo-GM2 sintaza, GalNAc-T, UDP-N-acetil--galaktozamin:(N-acetilneuraminil)--galaktozil--glukozilkeramid N-acetil--galaktozaminiltransferaza) je enzim sa sistematskim imenom UDP-N-acetil--galaktozamin:1-O-(O-(-acetil-alfa-neuraminil)-(2->3)-O-beta--galaktopiranosil-(1->4)-beta--glukopiranosil)-keramid 4-beta-N-acetil--galaktozaminiltransferaza. Ovaj enzim katalizuje sledeću hemijsku reakciju
UDP--acetil--galaktozamin + 1-O-[O-(-acetil-alfa-neuraminil)-(2->3)-O-beta--galaktopiranozil-(1->4)-beta--glukopiranozil]-keramid {\displaystyle \rightleftharpoons } UDP + 1-O-[O-2-(acetilamino)-2-dezoksi-beta-D-galaktopiranozil-(1->4)-O-[-acetil-alfa-neuraminil-(2->3)]-O-beta--galaktopiranozil-(1->4)-beta--glukopiranozil]-keramid
Ovaj enzim katalizuje formiranje gangliozida.

## Literatura
- Nicholas C. Price; Lewis Stevens (1999). Fundamentals of Enzymology: The Cell and Molecular Biology of Catalytic Proteins (Third изд.). USA: Oxford University Press. ISBN 019850229X.
- Eric J. Toone (2006). Advances in Enzymology and Related Areas of Molecular Biology, Protein Evolution (Volume 75 изд.). Wiley-Interscience. ISBN 0471205036.
- Branden C; Tooze J. Introduction to Protein Structure. New York, NY: Garland Publishing. ISBN 0-8153-2305-0.
- Irwin H. Segel. Enzyme Kinetics: Behavior and Analysis of Rapid Equilibrium and Steady-State Enzyme Systems (Book 44 изд.). Wiley Classics Library. ISBN 0471303097.
- William P. Jencks (1987). Catalysis in Chemistry and Enzymology. Dover Publications. ISBN 0486654605.

## Spoljašnje veze
- (N-acetylneuraminyl)-galactosylglucosylceramide+N-acetylgalactosaminyltransferase на 